# Tanjungwangi (Tanjungmedar)
Tanjungwangi is een bestuurslaag in het regentschap Sumedang van de provincie West-Java, Indonesië. Tanjungwangi telt 2514 inwoners (volkstelling 2010).